# 田島道治
田島 道治（たじま みちじ、1885年（明治18年）7月2日 - 1968年（昭和43年）12月2日）は、日本の実業家、銀行家。
戦後、第2代宮内府長官、初代宮内庁長官（宮内府長官時代を含め、在任 1948年（昭和23年） - 1953年（昭和28年））を歴任し、GHQ（連合国軍最高司令官総司令部）の占領下にあって宮中・皇室改革に尽力した。

## 生涯

### 生い立ち
1885年（明治18年）7月2日、愛知県名古屋市中区伊勢山町に田島五郎作、芳夫妻の三男として生まれる。生家の田島家は、三河国高浜に500年続いた旧家であったが、明治維新によって没落し、名古屋へ移っている。母・芳は、田島が8歳のときに亡くなっている。愛知県立第一中学校に進んだが、同校3年次に単身上京し東京府立第一中学校へ転校した。同級生に市河三喜などがいた。府立一中を2番の成績で卒業後、旧制第一高等学校を経て、1910年（明治43年）、東京帝国大学法科大学法律学科を卒業する。
東京帝大時代には新渡戸稲造を敬愛し、新渡戸家に書生として住み込みをした。鶴見祐輔、前田多門、岩永裕吉とともに「新渡戸四天王」と呼ばれ、新渡戸の死後は、「故新渡戸博士記念事業実行委員会」を結成し代表となっている。しかしキリスト教については、後年の「拝謁記」の第3巻 には田島自身による「どうしても基督教に入れませず(中略)、家が東本願寺で結局各（他の）宗派に入らず」（括弧内は注記）との述懐があり、また加藤による調査・研究や、より最近の吉見による論評にも述べられているように、田島は、キリスト教徒にはならなかった。

### 銀行家として
1911年（明治44年）、愛知銀行（のち東海銀行→三菱UFJ銀行）に入行し調査部長となる。1916年（大正5年）、鉄道院総裁の後藤新平に引き抜かれ総裁秘書となり、1919年（大正8年）には後藤新平、新渡戸稲造、鶴見祐輔、岩永裕吉らとともに外遊をしている。帰国後の1920年（大正9年）愛知銀行に戻り常務取締役に就任した。
昭和金融恐慌後の金融破綻の収拾策の一つとして1927年（昭和2年）、井上準之助らの肝いりで昭和銀行が設立されると、田島は同銀行常務取締役、次いで頭取に就任し債権返済と厳格な基準による破綻銀行の査定を実施している。また、昭和銀行頭取の退職金を担保にして1937年（昭和12年）、明協学寮という学生寮をつくり、人材育成を試みた。田島自身、週に1回、早朝論語の講義を行っている。
1938年（昭和13年）、日本産金振興会社社長に就任する。同社は商工省監督下の国策会社であり、以後、田島は全国金融税制会理事、日本銀行参与などを歴任した。
戦後の1946年（昭和21年）3月、大日本育英会（のち日本育英会→日本学生支援機構）会長兼理事長事務取扱に任命される。また、同年7月19日には貴族院議員に勅選され、日本国憲法など重要法案審議に参加している。同成会に所属し1947年（昭和22年）5月2日の貴族院廃止まで在任した。

### 宮内庁長官
占領期の1948年（昭和23年）6月、芦田均首相により、宮内府長官に任命された。昭和天皇は宮内府長官・松平慶民と侍従長・大金益次郎を交代させることに難色を示していたが、芦田は交代を断行し、田島宮内府長官、三谷隆信侍従長の体制で、宮内省時代の官僚機構の大幅に縮小・再編を軸に宮中改革が行われた。
1949年（昭和24年）6月、宮内府は宮内庁と改称され、田島は芦田の後任で再び首相となった吉田茂と密接に連絡を取り合い、天皇、皇室を取り巻く諸問題に当たっていった。弱音を吐かないことでは天下一品と言われ、従来、侍従職などのいわゆる「オク」の力が強い宮中、宮内庁で長官官房に権限を集中させた。
1950年（昭和25年）1月13日、東宮仮寓所焼失の責任を取る進退伺を吉田茂に提出。翌14日、吉田は天皇に拝謁。天皇から辞職には及ばない旨の仰せを受けた。
昭和天皇が、あるとき国民からの天皇の開戦責任に触れる投書を読んで、開戦の詔勅に「豈に朕が志ならんや」と書かれていることを根拠に、自身は開戦に実際には反対であった、そのことを国民は読みとってくれていないと不満を述べたとき、田島は、であれば陛下は詔書に玉璽をつかなければ良いのです、「豈に朕が志ならんや」とは日清・日露戦争の開戦詔書でも使われた決まり文句であって陛下が詔書に玉璽に印を押された以上は国民は誰もそれが陛下の真意ではないとは考えませぬ、田島なんぞもそうでしたと、いささかも天皇に迎合することなく回答している。この率直さが昭和天皇との信頼関係を築いたとする声や、一方で、このような事をわざわざ宮内省に投書してくるのは多少なりともエキセントリックな人物のすることで、（周りから相手にされないので）心配するほどのこともありませぬと、田島はその後付け加えていて、バランス感覚を発揮していると評する声がある。
体制としては、宮内庁長官の田島と侍従長には同じ新渡戸門下生の三谷隆信の体制となり、その後、田島が長官の後任に宇佐美毅を推薦して、「田島-三谷」から「宇佐美-三谷」にリレーされた。そして宮中の民主化教育の促進や美智子皇太子妃の実現などの功績を残すことになった。1953年（昭和28年）に長官退官後も皇太子明仁の皇太子妃候補選びに、宇佐美や小泉信三（東宮参与）らと連携をとり自ら候補者宅に出向くなど活発に動いた。1955年以降から活発になった皇太子妃候補選びでは4人に絞った（田安徳川家女、大久保一翁曾孫大久保忠恒妹、北白川肇子、林博太郎孫林富美子）。この4候補との話が無くなったあと、正田美智子が妃候補に挙がった。

### 東京通信工業（ソニー）へ
1953年（昭和28年）に宮内庁次長の宇佐美毅を後任とし長官を辞任した。長官辞任後、請われて東京通信工業株式会社の監査役に就任する。これが後のソニーで、取締役会長、相談役を歴任し社内からは「会長さん」と親しまれた。
1968年（昭和43年）12月2日、入院中の宮内庁病院で死去した。83歳没。墓碑には田島が自身でつけた戒名が刻まれている。

## 「拝謁記」の発見
宮内府・宮内庁長官時代の昭和天皇への600回あまり（期間は長官就任から8か月後となる1949年2月3日から長官として最後の拝謁となる1953年12月16日まで）にのぼる拝謁の様子を「拝謁記」と題し、資料を残していた。この文書は2019年に遺族がNHKに開示し、その結果、これまで明らかにされてこなかった昭和天皇の発言などが明らかになった。
特にサンフランシスコ平和条約発効による日本の独立回復を祝う式典（昭和27年5月3日開催）で、昭和天皇がおことばの中に「戦争への深い悔恨と、二度と繰り返さないための反省の気持ち」を盛り込もうとしたものの、当時の吉田茂首相の反対意見を受けて削除を余儀なくされたことが明らかになった。
他に昭和天皇は、旧軍を否定する一方で、東西冷戦の激化とソビエトの侵略を現実的な脅威と見なし、憲法改正による再軍備に言及していたことも判明した。
2021年12月から2023年5月に『昭和天皇拝謁記 初代宮内庁長官田島道治の記録』（岩波書店、全7巻）が刊行した。

## 略歴
- 1885年 - 愛知県に生まれる
- 1910年 - 東京帝国大学独法科卒業。愛知銀行調査部長、鉄道院参事、人事課長兼総裁秘書、愛知銀行、昭和銀行各常務、同頭取、日本産金振興社長、金融統制会理事、東京興信所長
- 1945年 - 日銀参与
- 1946年 - 大日本育英会長、貴族院議員
- 1948年 - 宮内庁長官（就任時の職名は宮内府長官[2]。 - 1953年[2]。）[2]
- 1954年 - 日銀監事
- 1956年 - 日赤監事を務め東京市政調査会監事、学習院、日本育英会各評議員、中央教育審議会委員を兼任
- 1959年 - ソニー会長
- 1961年 - ソニー商事取締役
- 1968年 - 死去。83歳没

## 家族・親族
- 父 五郎作 (弘化元年生)
- 母 芳
- 妻 ミシ（岐阜県、野々村久次郎三女）
- 長男 譲治（フランス文学者、学習院大学名誉教授） - 妻周子は元外相・松岡洋右長女
- 二男 恭二
- 姉 たつ (愛知県　糟谷縫右衛門(野々村久次郎の後妻たか の弟)の妻)
- 姉 やほ (陸軍歩兵中尉 石川又雄 妻)
- 弟 達介 (法学者、日本銀行名古屋支店員)
- 妹 ふさ (愛知県　山崎又次 妻)

## 関連文献
- H・G.クリール『孔子 その人とその伝説』（田島道治訳、岩波書店、1961年1月、復刊(第6刷)、1993年10月）。ISBN 4000028820。オンデマンド版、2014年9月。ISBN 9784007301353。
- 加藤恭子『田島道治 昭和に「奉公」した生涯』 TBSブリタニカ、2002年。ISBN 4484024047。
- 加藤恭子『昭和天皇 「謝罪詔勅草稿」の発見』 文藝春秋、2003年。ISBN 4163655301。
- 加藤恭子『昭和天皇と田島道治と吉田茂』 人文書館、2006年。ISBN 4903174042。
- 加藤恭子『昭和天皇と美智子妃 その危機に「田島道治日記」を読む』 田島恭二監修、文春新書、2010年。ISBN 4166607448。
- 『「昭和天皇拝謁記」を読む』 岩波書店、2024年8月。ISBN 4000616498。
拝謁記の副読本で、編集委員の古川隆久・茶谷誠一・冨永望・瀬畑源・河西秀哉・舟橋正真・吉見直人の論考
- 原武史『象徴天皇の実像 「昭和天皇拝謁記」を読む』 岩波新書、2024年10月。ISBN 4004320380。

## 登場する作品
- NHKスペシャル『昭和天皇は何を語ったのか～初公開・秘録「拝謁記」～』（2019年8月17日放送・再現ドラマ）
- ETV特集『昭和天皇は何を語ったのか～初公開「拝謁記」に迫る～』（2019年9月7日放送・再現ドラマ）

演：橋爪功